# Diego Perotti
Diego Perotti Almeira (* 26. července 1988, Moreno) je argentinský profesionální fotbalista.
Hraje především křídlo. Umí hrát oběma nohama, může se objevit i jako útočný záložník.
Naposledy hrál za Salernitanu. Hrál za AS Řím, Boca Juniors nebo Fenerbahçe. Nejdelší čas strávil v FC Sevilla, s níž vyhrál Evropskou ligu. Hraje také za argentinskou fotbalovou reprezentaci.
Jeho otec Hugo Perotti je také fotbalista.

## Úspěchy

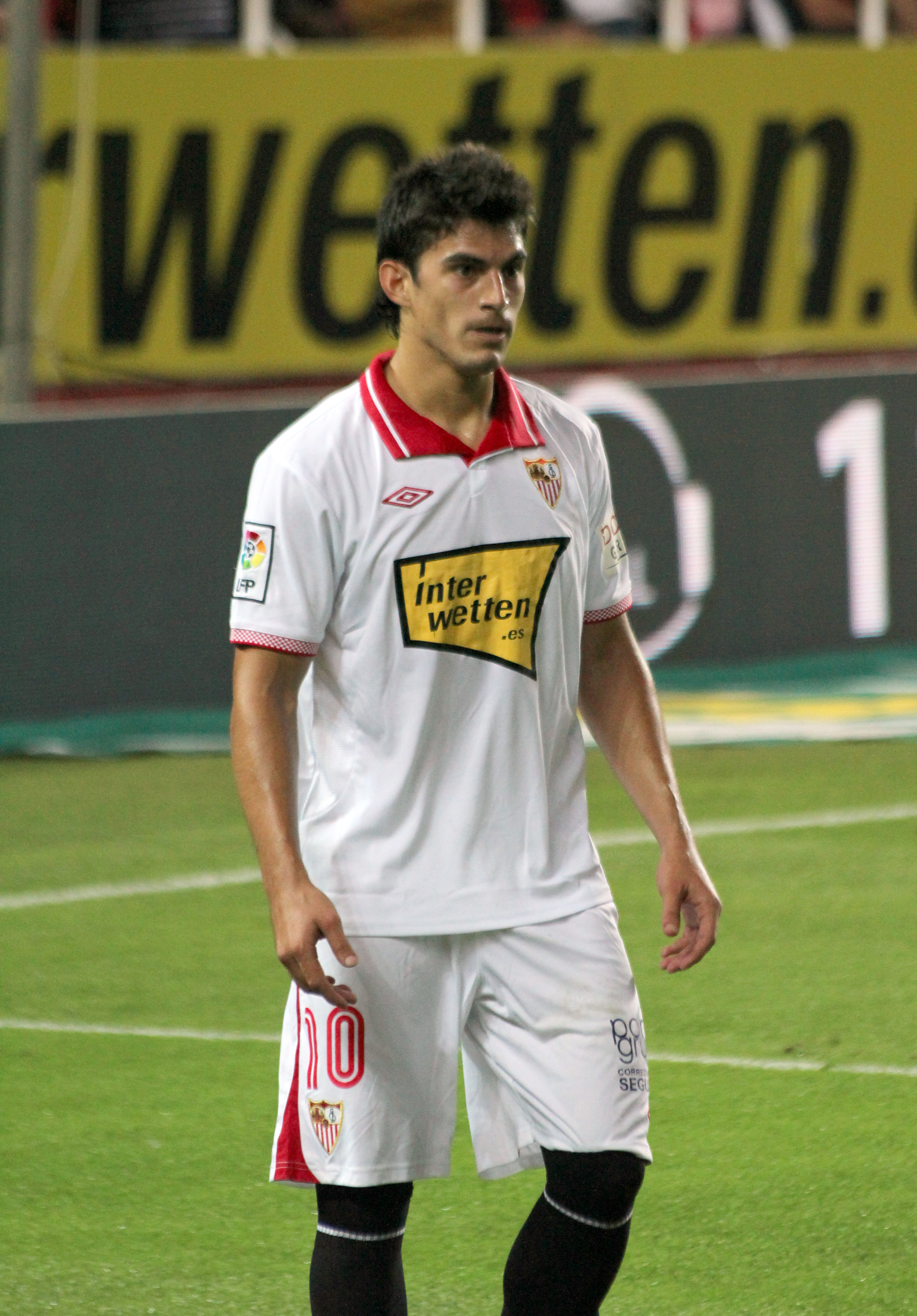
Perotti v Seville v roce 2012

FC Sevilla
- 1× Copa del Rey
- 1× Evropská liga UEFA
- 1× Supercopa de España